# Inotai hőerőmű
Az Inotai hőerőmű (korábbi nevén: November 7. hőerőmű) az 1950-es évek egyik legnagyobb magyarországi ipari beruházása volt. A hőerőmű 50 évig szolgáltatott áramot, bezárására és leszerelésére 2001-ben került sor.

## Az erőmű építése
Az erőmű építésének igénye 1949-ben vetődött fel. A létesítmény terveit csehszlovák mérnökök dolgozták ki az 1949 őszén kötött államközi megállapodás keretében. Az erőművet az első ötéves terv keretében, Várpalota keleti külterületén tervezték megvalósítani, közvetlenül a várpalotai alumíniumkohó számára kijelölt terület mellett. Az erőmű építése 1950 márciusában kezdődött, az erőműépítő Inotai Erőmű Vállalatot 1951. november 29-én alapították meg. A kivitelezés magyar fővállalkozói a Magyar Gyárépítő Vállalat és 31-es Állami Építőipari Tröszt voltak. Az erőművi berendezések beltéri szerelését a csehszlovák partnercégek végezték. A létesítmény 1951. november 7-én kezdte meg a próbaüzemét, akkor kapta hivatalos nevét is: November 7. Hőerőmű. A létesítmény ugyanezen év december 6-án kezdte meg az áram betáplálását a magyarországi elektromos hálózatba. A létesítmény az átadást követően is fejlődött, az újabb kazánokat 1954-ig fokozatosan vonták be a termelésbe. A létesítmény névleges teljesítménye teljes kiépülésével 120 MW volt, benne hét gőzkazán és hat turbógenerátor üzemelt.
A létesítmény működését kezdetben jelentős nehézségek hátráltatták. A működés első időszakában folyamatosak voltak a belső erőművi berendezések meghibásodásai, amelyeket a csehszlovák féllel kellett javíttatni. Elégtelennek mutatkozott a beérkező szén mennyisége is, a szomszédos bányatelken üzemelő várpalotai szénbánya képtelen volt a megfelelő mennyiségű szenet biztosítani az erőműnek, ezért távolabbi bányákból vasúton kellett beszállítani a kellő mennyiségű fűtőanyagot.

## Hanyatlás és bezárás
1973 és 1975 között az erőműben egy gázturbinás csúcserőművet is építettek, amely a csúcsterhelések idején működött. A csúcserőmű üzembe helyezésével az inotai létesítmény névleges teljesítménye 164 MW-ra nőtt. 1977-től kezdődött az erőmű kazánjainak fokozatos renoválása, mivel az addigi üzemidő alatt azok teljesen elhasználódtak. Az 1980-as évekre már fokozódó gondot jelentett a létesítmény környezetszennyező mivolta is, működésének egyetlen napja alatt 120 tonna kén-dioxidot bocsátott a levegőbe. A környezetvédelmi előírások szigorodása miatt 1990-ig pernyeleválasztó berendezéseket telepítettek. Az ekkorra erőteljesen avuló erőműben átépítések és bontások kezdődtek, hogy a telephely modernizációjával később majd biztosítani lehessen a termelés fenntartását. 1998. március 2-án az erőművet birtokló Bakonyi Erőmű Vállalatot a magyar állam privatizálta, így az erőmű is magánkézbe került. 1999-ben a létesítmény egyik kéményét is lebontották. A fejlesztési projekt azonban elkésett, az erőműre ekkor már nem volt igény. 1999-ben a Magyar Villamos Művek jelezte, hogy nem kívánja meghosszabbítani az erőművel fennálló szerződését. 2000 márciusa után már nem üzemelt a gázturbinás csúcserőmű. Ekkorra az erőmű már csak árnyéka volt önmagának, teljesítménye a korábbi időszak alig tizedére zsugorodott. A szenes erőművet végül hosszabb előkészítés után 2001. december 30-án állították le. A következő hónapokban a berendezéseket leszerelték, az épületek egy részét pedig lebontották. Az erőmű 105 méter magas kéményét 2011 szeptemberében balesetveszély miatt felrobbantották. 2012-től a II. számú zagykazettában hulladéklerakó üzemel.
Működése idején az erőmű és a köré szerveződő létesítmények saját irányítószámmal rendelkeztek: 8104.

## Filmforgatások
- A Veszettek című filmben is feltűnik.[8]
- Az erőműben forgatták a Szárnyas fejvadász 2049 c. film egyes jeleneteit.

## Legális vezetett túrák
A Túrajó Veszprém szervez fotós túrákat az Inotai Erőműbe jellemzően "Csúcs volt Inotán" címmel. Időnként fényfestéses események is fotózhatóak.

## INOTA Fesztivál
2023. augusztus 31. és szeptember 3. között rendezték meg az erőmű területén az első INOTA Fesztivált. Az esemény a budapesti NVC rendezvényszervező kollektíva és a Centrum Production közös kezdeményezéseképpen, a Veszprém-Balaton 2023 Európa Kulturális Fővárosa program támogatásával jött létre azzal a célkitűzéssel, hogy megvalósuljon Magyarország legnagyobb audiovizuális fesztiválja, amin nem csak előremutató zenei előadók, de fényinstallációk, mappingek és egyéb kortárs vizuális alkotások is felsorakoznak.
A fesztivál nagysikerű első felvonásával, és olyan nevekkel, mint az Overmono, Daniel Avery, Ellen Allien, Caterina Barbieri, Palms Trax, KI/KI, DJ Seinfeld, Oscar Mulero, Robert Henke, Nils Frahm, Forest Swords, Lucrecia Dalt vagy Max Cooper, illetve Kari Kola, a Fuse* és az Onionlab fényinstallációival hamar felkerült a nemzetközi fesztiváltérképre, az European Festival Awardson pedig shortlistes helyet kapott 'Best Small Festival' kategóriában.
Az INOTA projekt 2024-ben két kisebb eseménnyel tért vissza a hőerőműbe, 2025. augusztus 28. és 30. között pedig ismét teljes értékű, nagyléptékű fesztiválprogrammal jelentkezik, olyan nemzetközi fellépőkkel, mint Actress, Mary Lattimore, Planetary Assault Systems, Curses, Pablo Bozzi, Yanamaste, Future.666 vagy Audrey Danza. Mindeközben a fényművészeti program nemzetközi és hazai alkotók munkáin keresztül értelmezi újra az ipari örökség tereit: a Spanyolországból érkező SpY hipnotikus fényrendszere a társadalmi struktúrák láthatatlan hálózataira utal, míg a francia Collectif Scale lélegző szoborként működő kinetikus installációja és az Olaszországból az erőműbe látogató Alberto Novello foszforeszkáló fénykoreográfiája az érzékelés határait feszegeti.

## Galéria

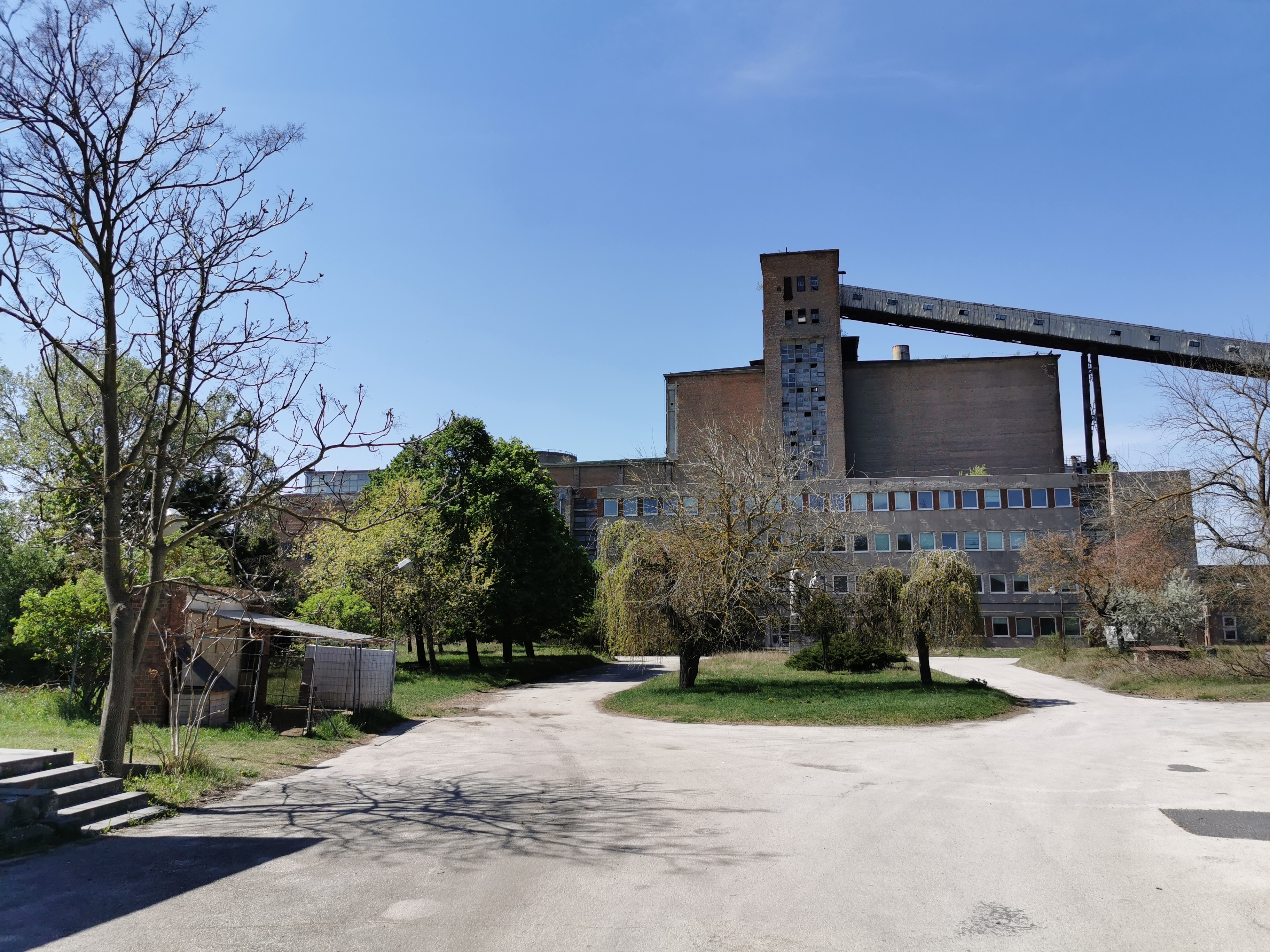
Bejárat
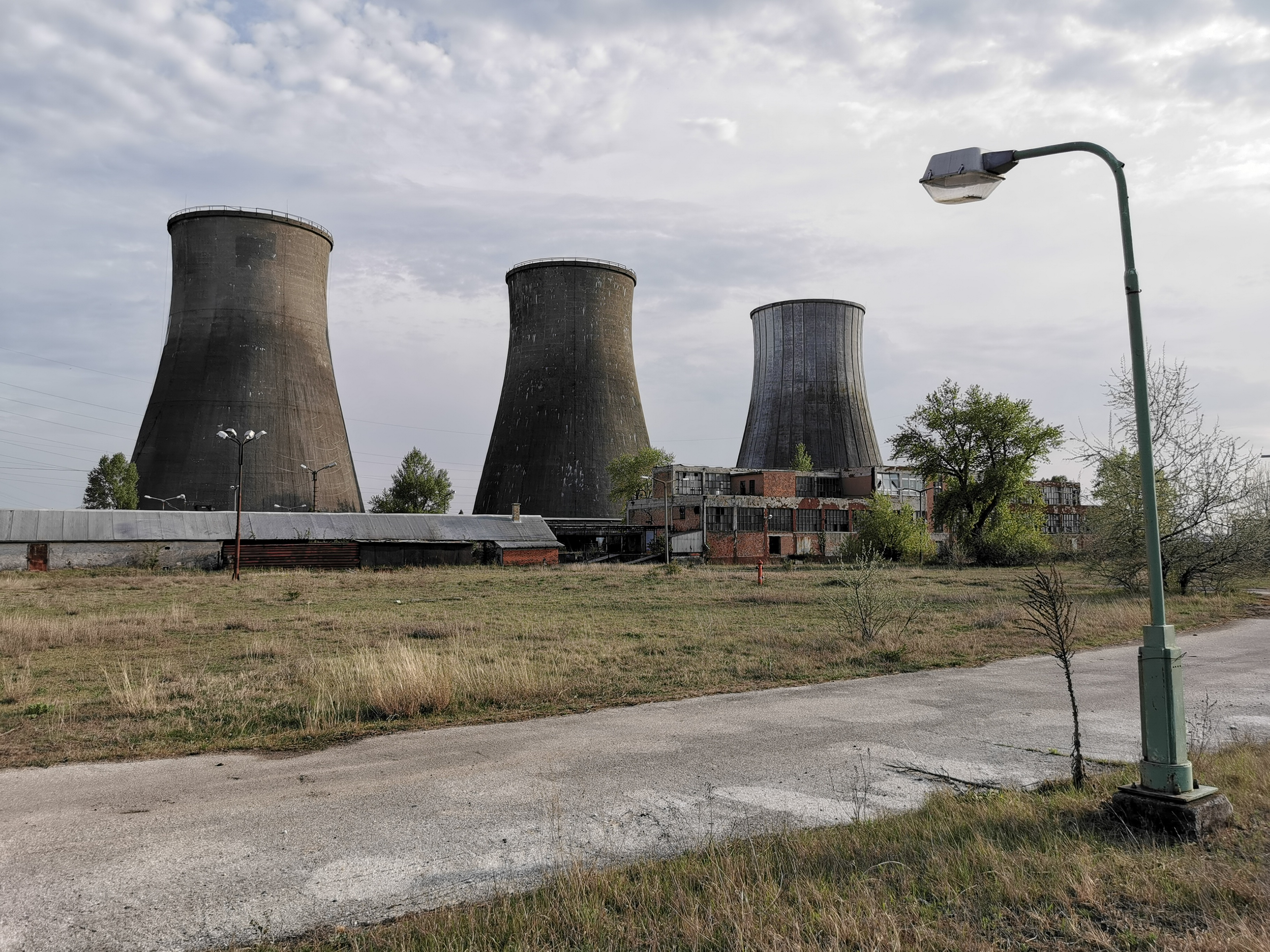
A három hűtőtorony
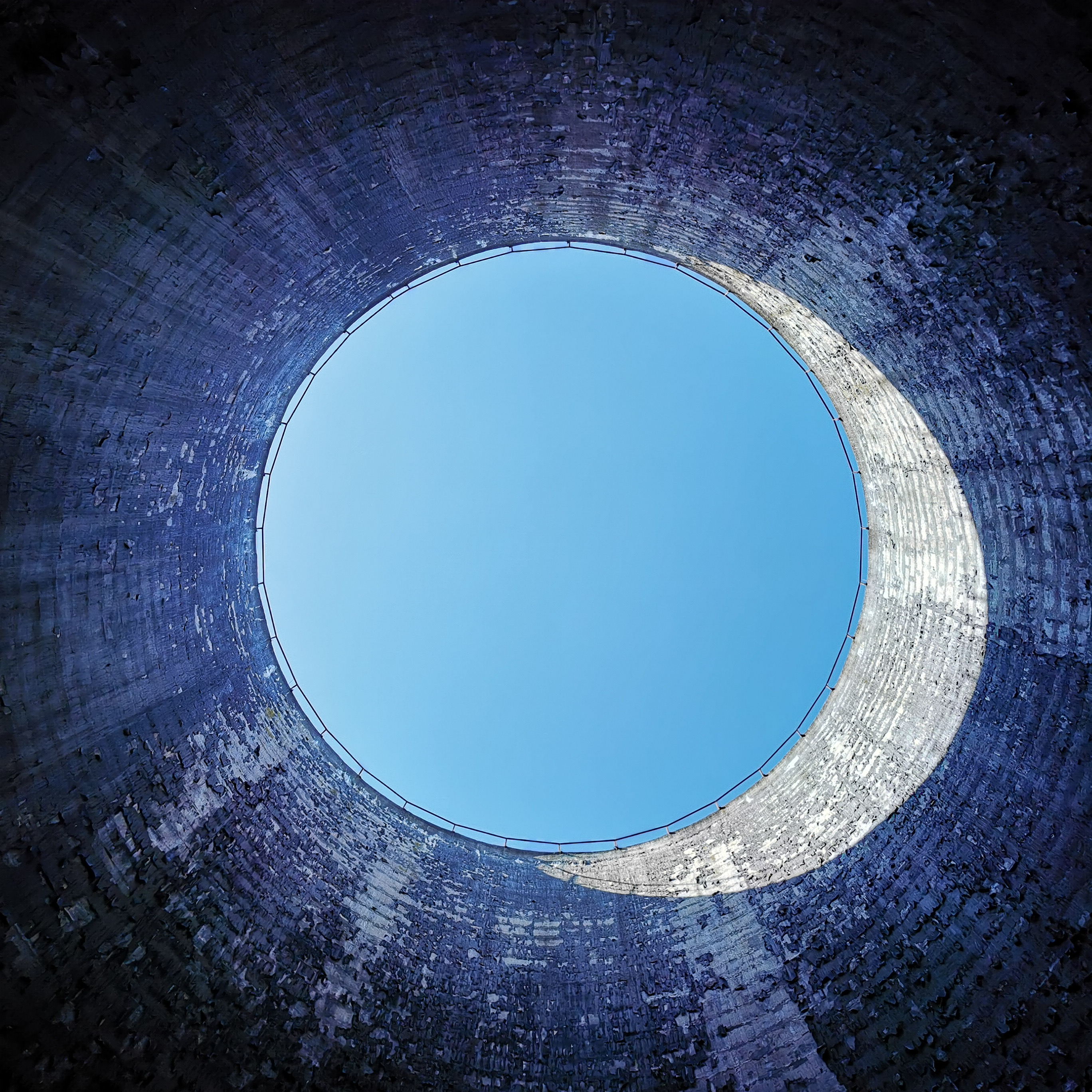
Egy hűtőtorony belülről
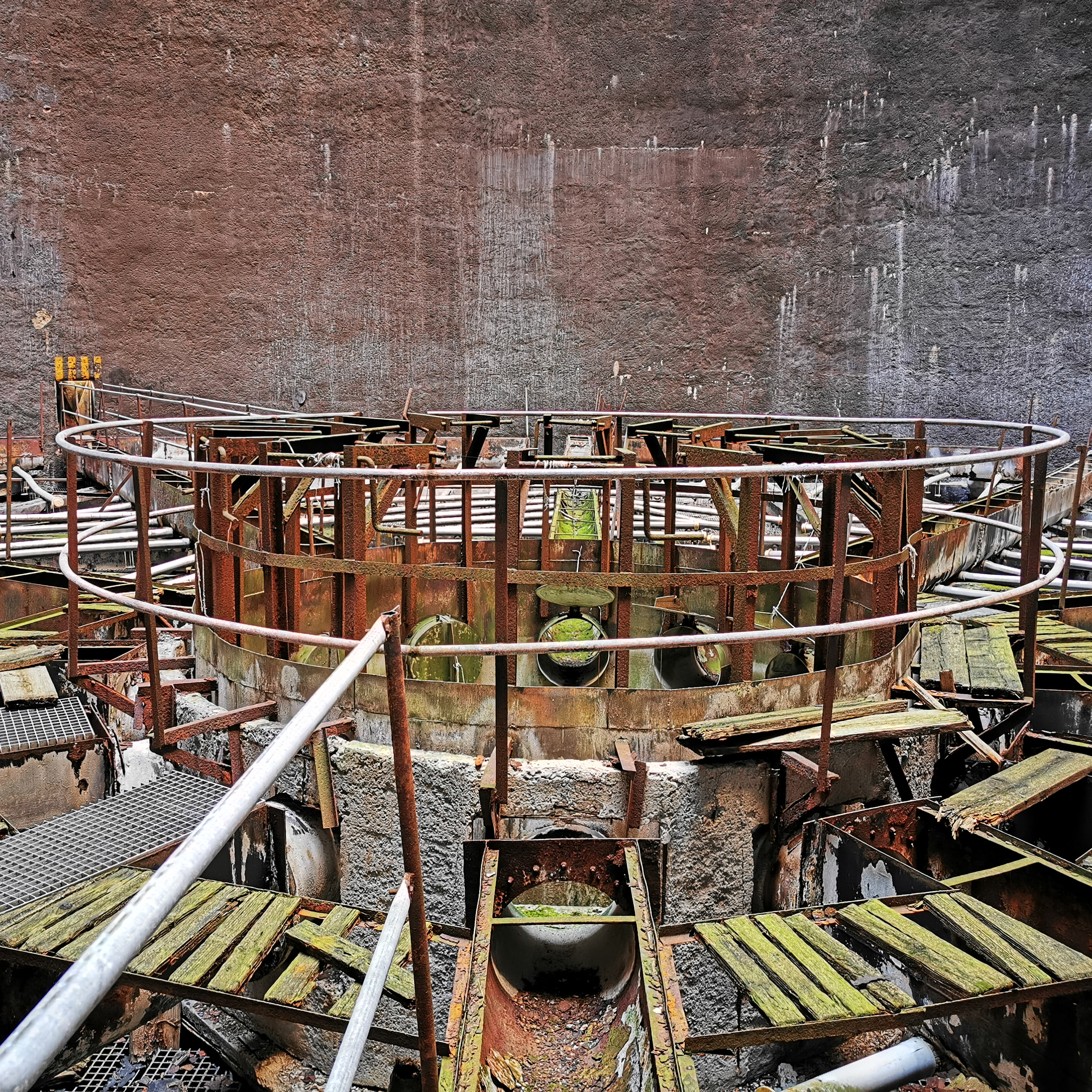
Egy hűtőtorony belülről
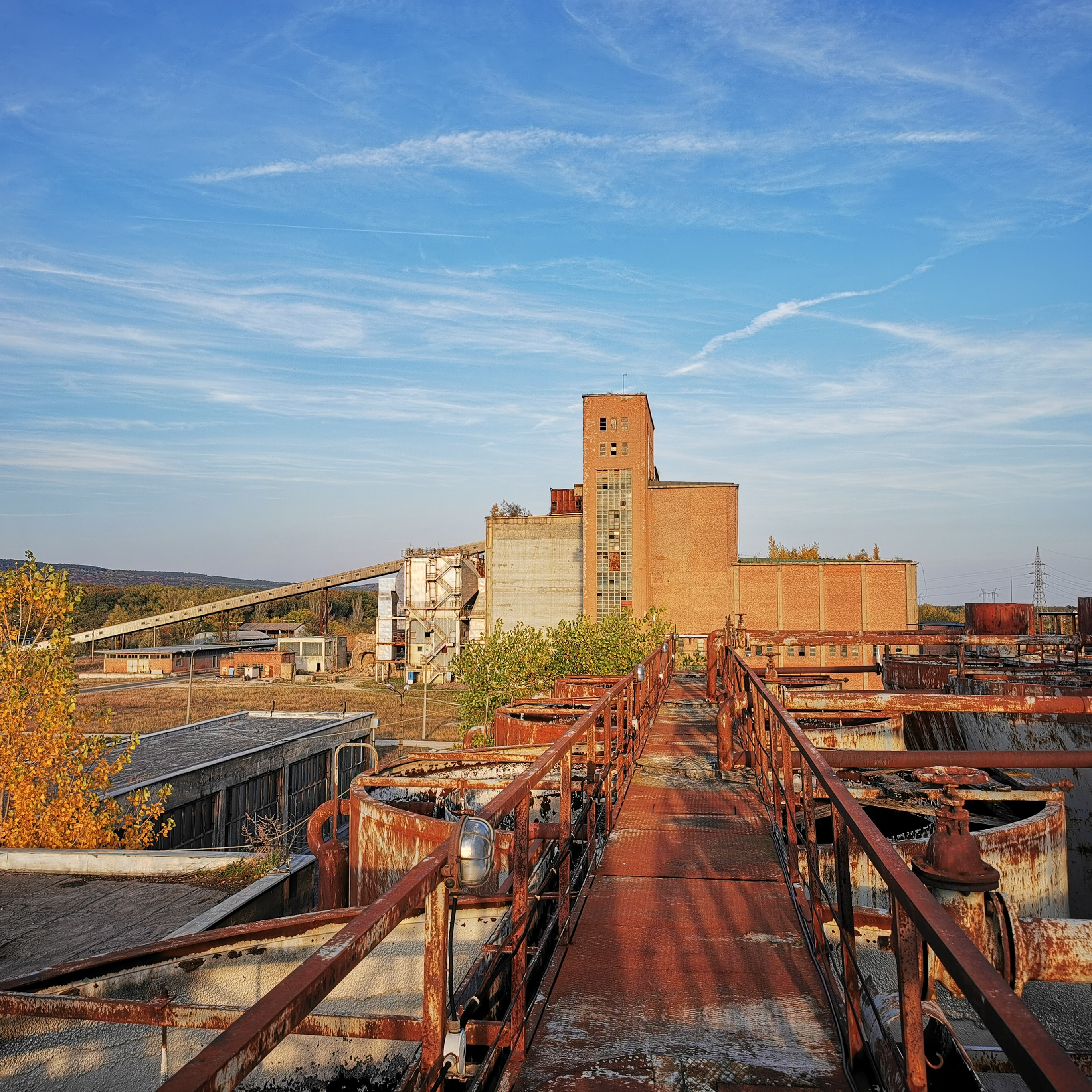
Az erőmű főépülete
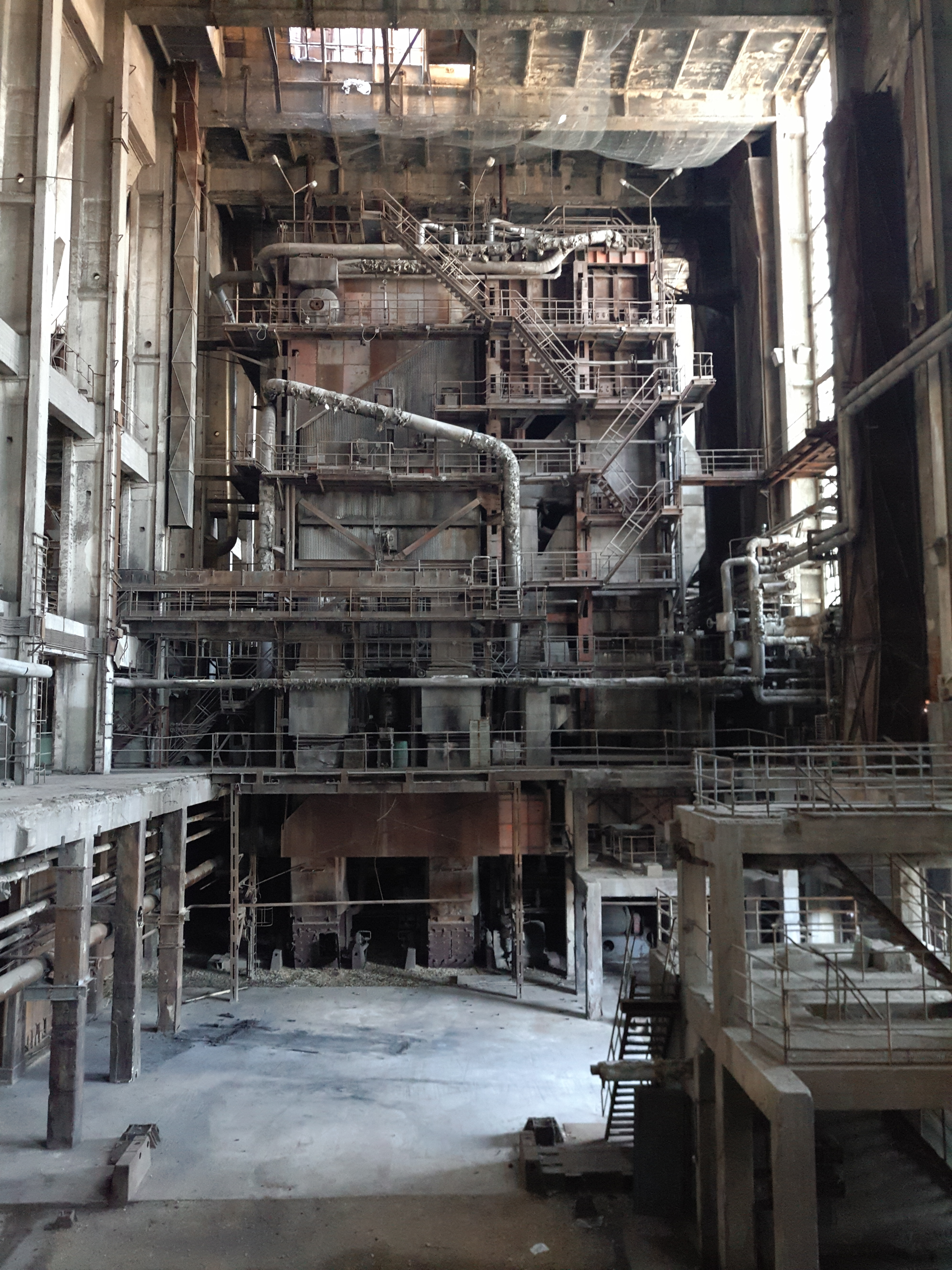
Az erőmű belülről
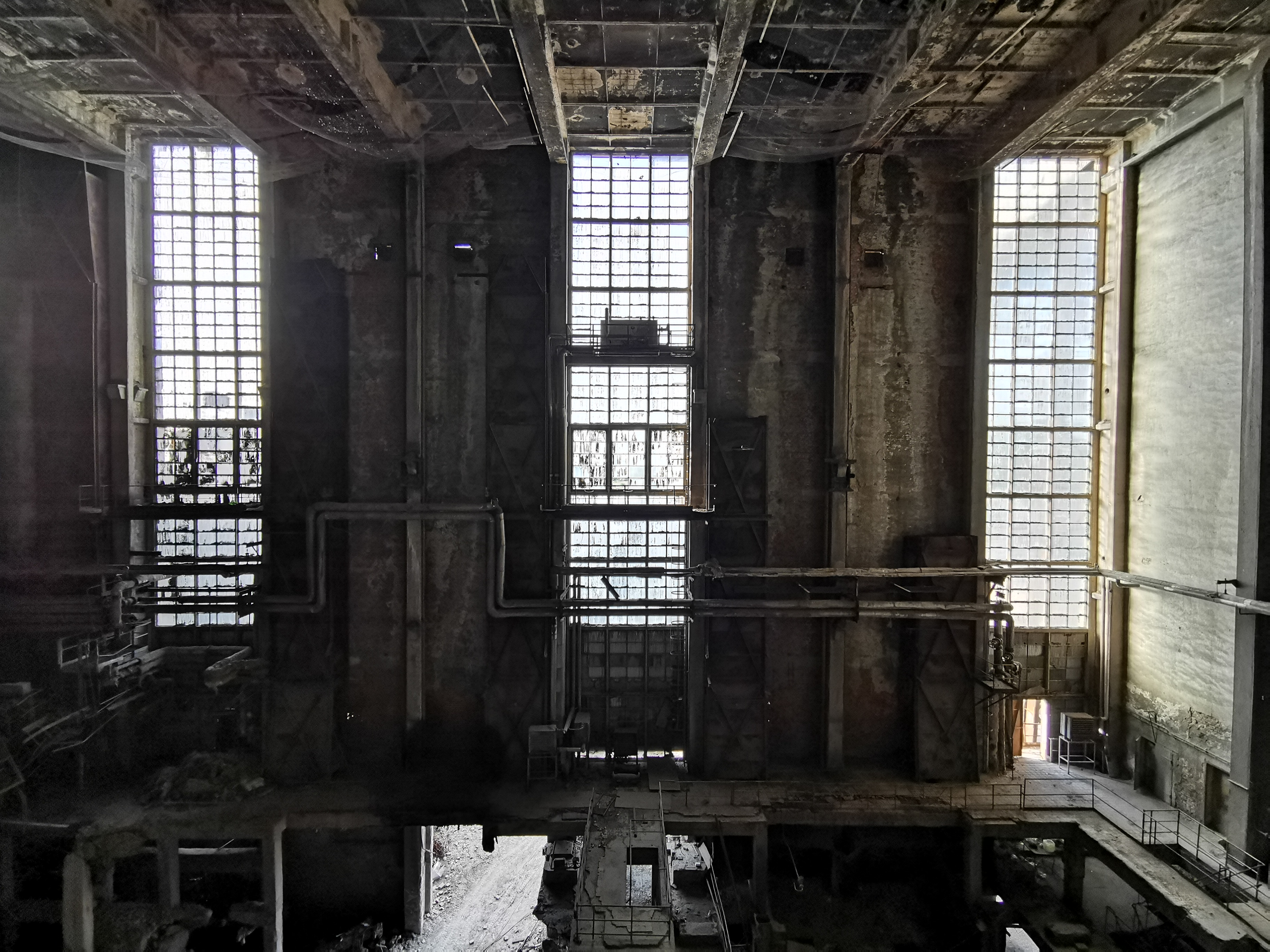
Az erőmű belülről
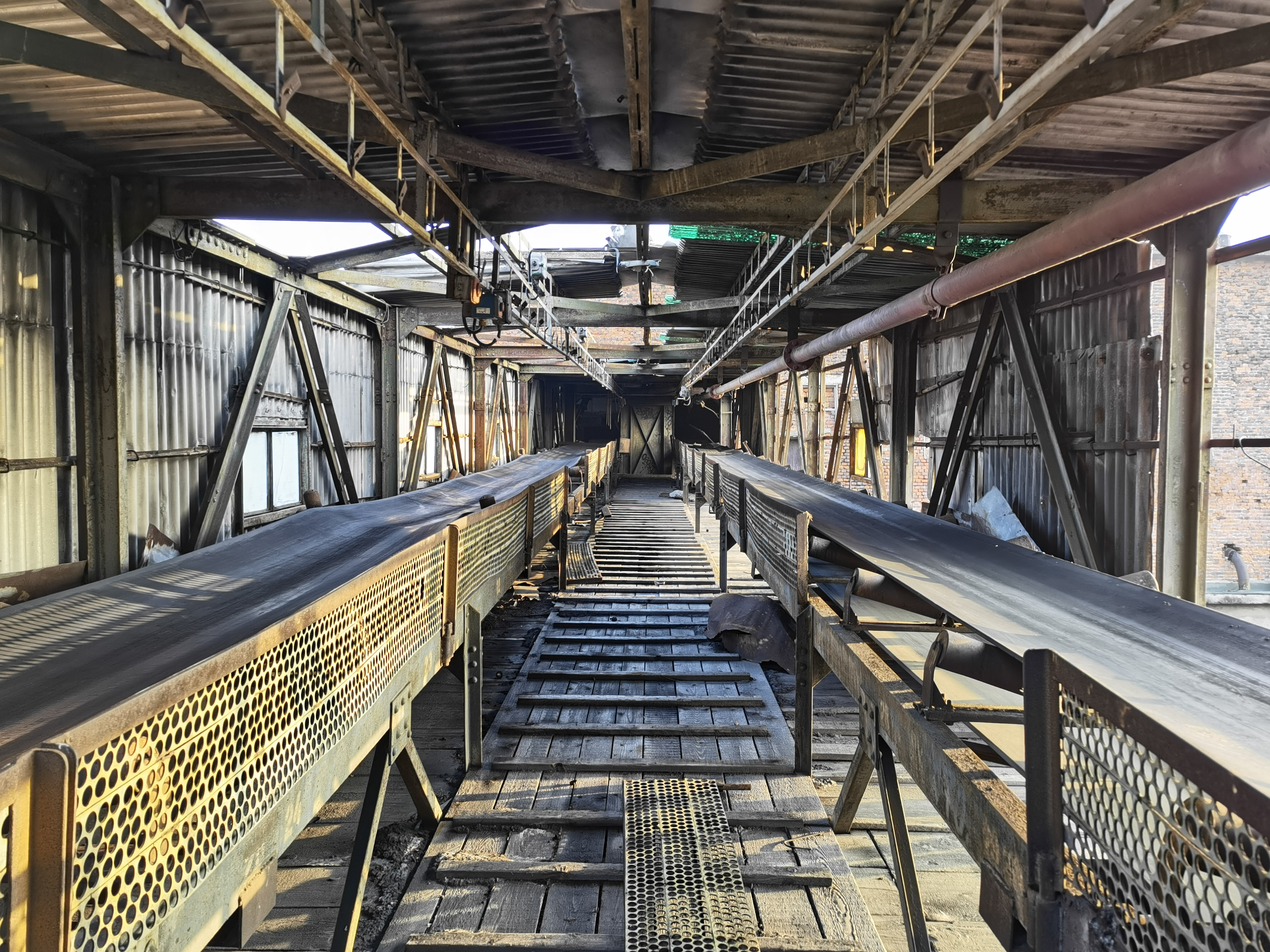
Szénrakodó
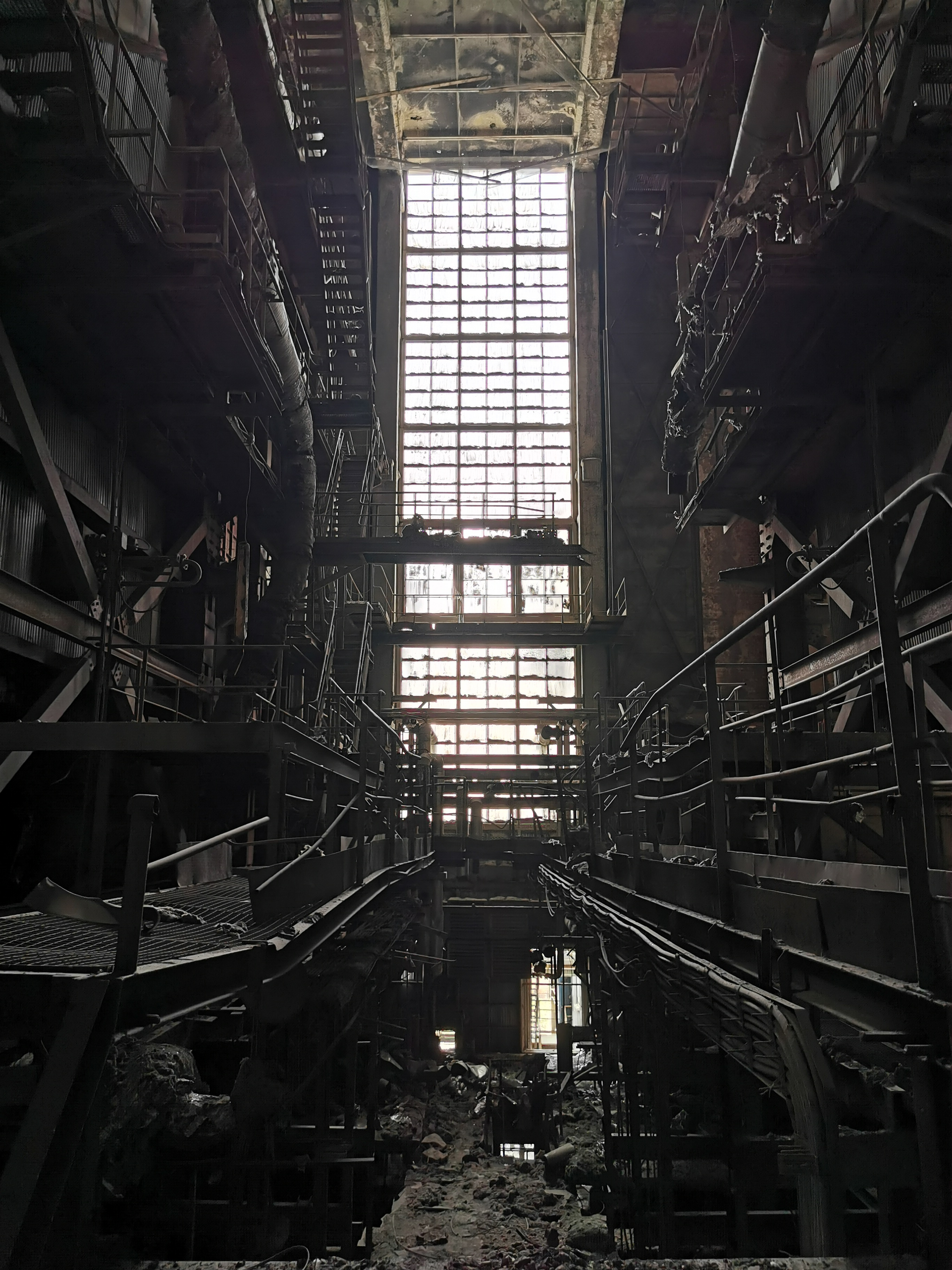
A két kazán között
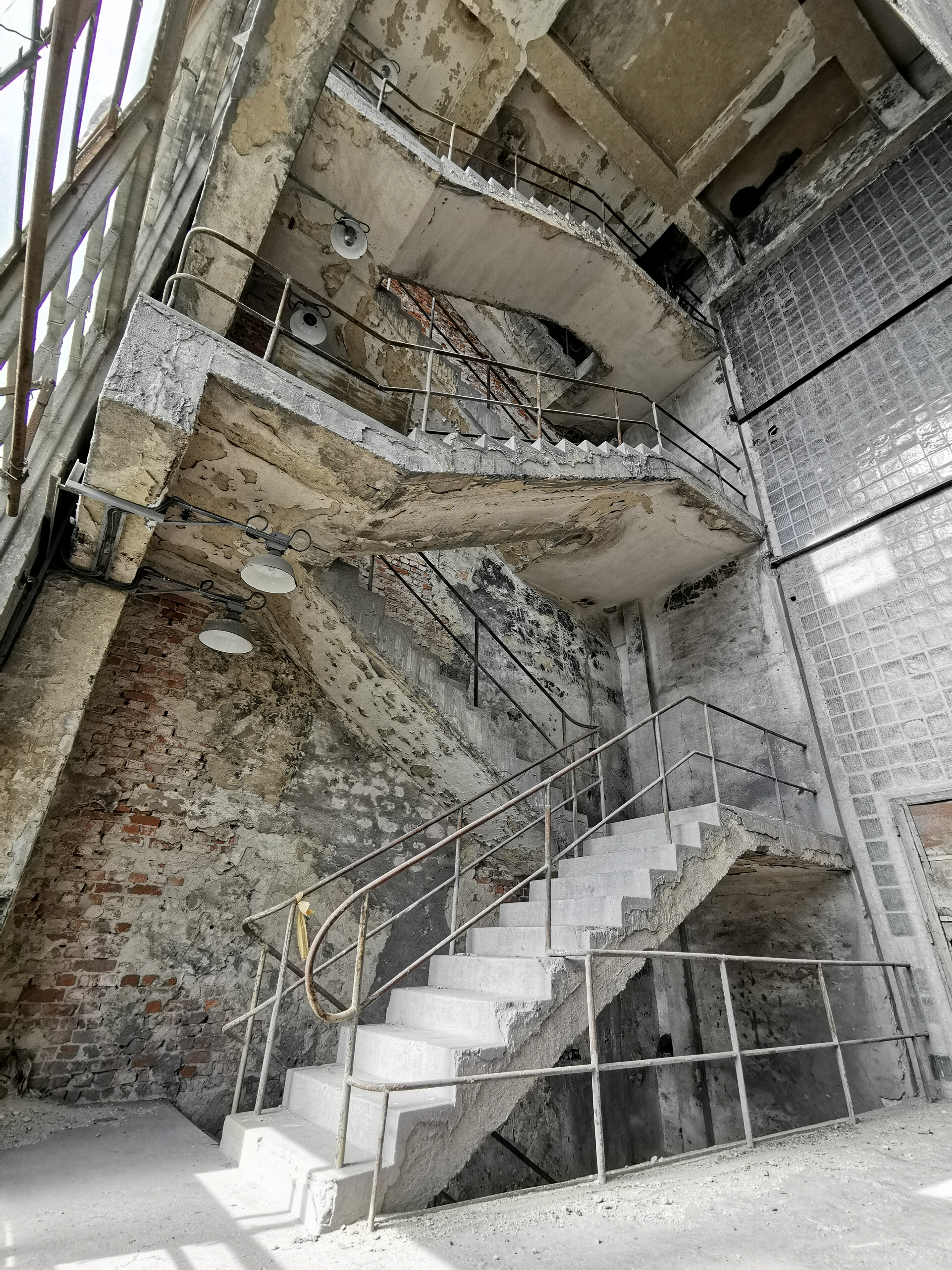
Lépcső
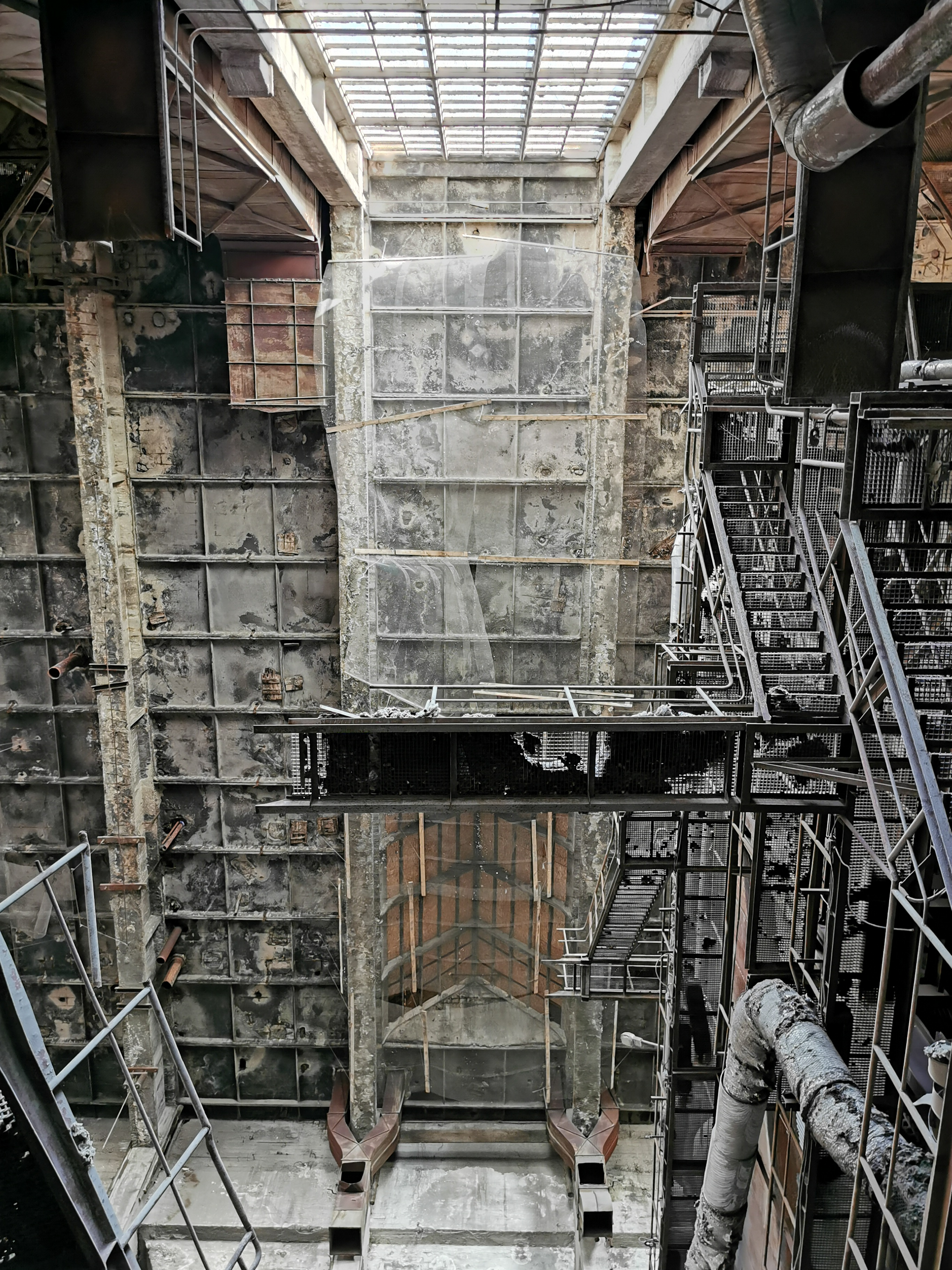
Plafon
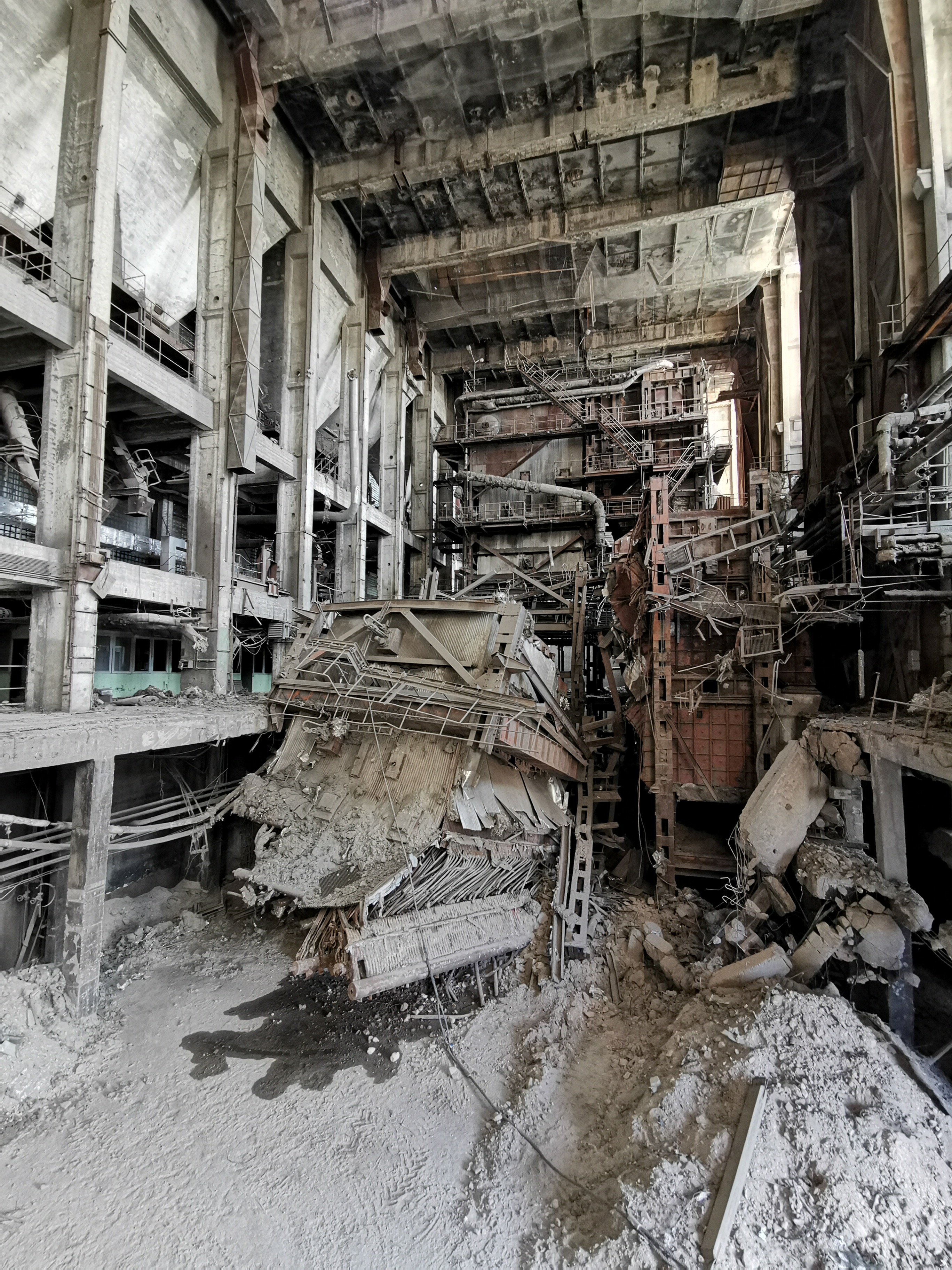
Az egyik kazán bontása

### Inota fesztivál (2023)

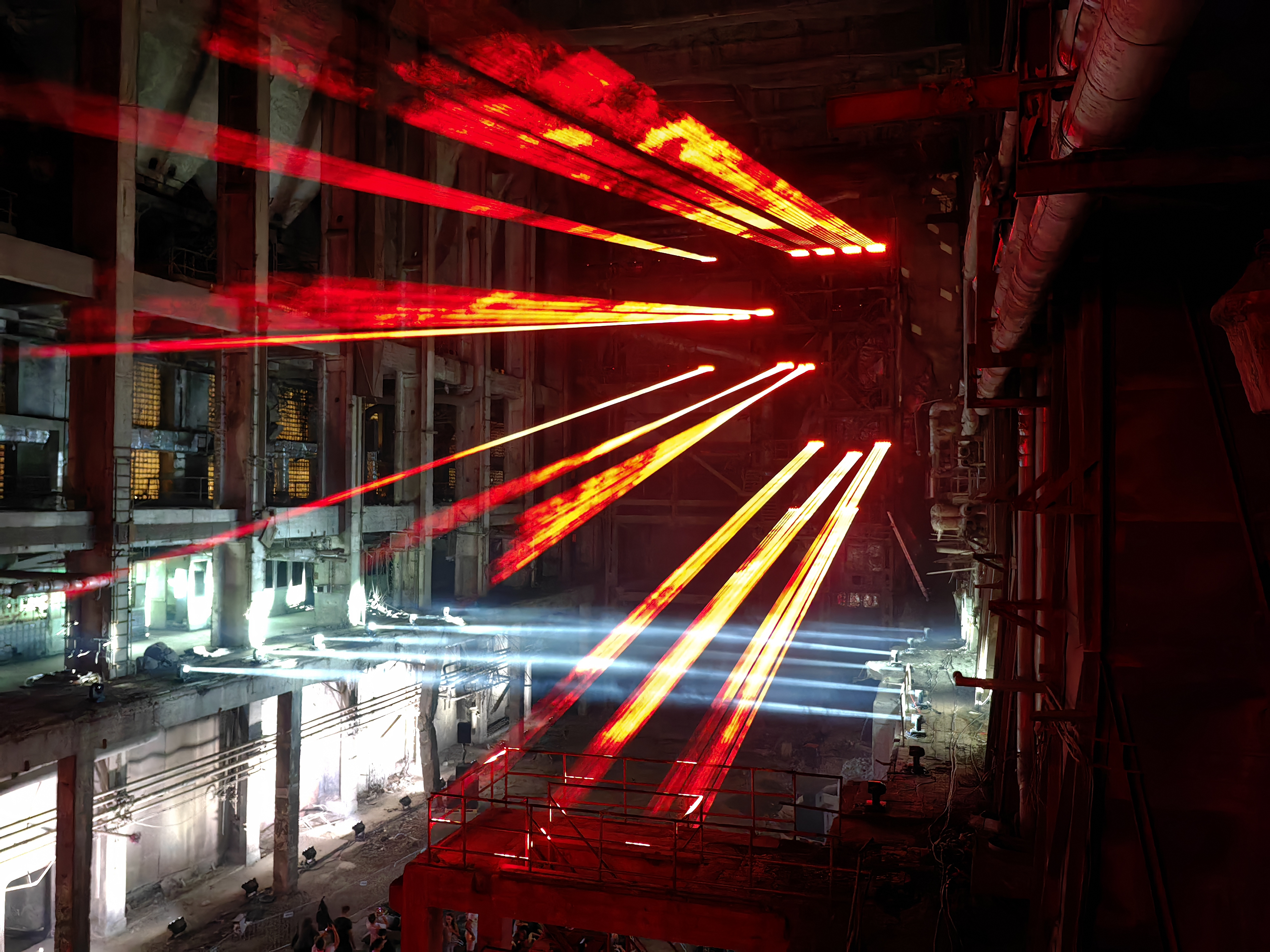
Kazántér
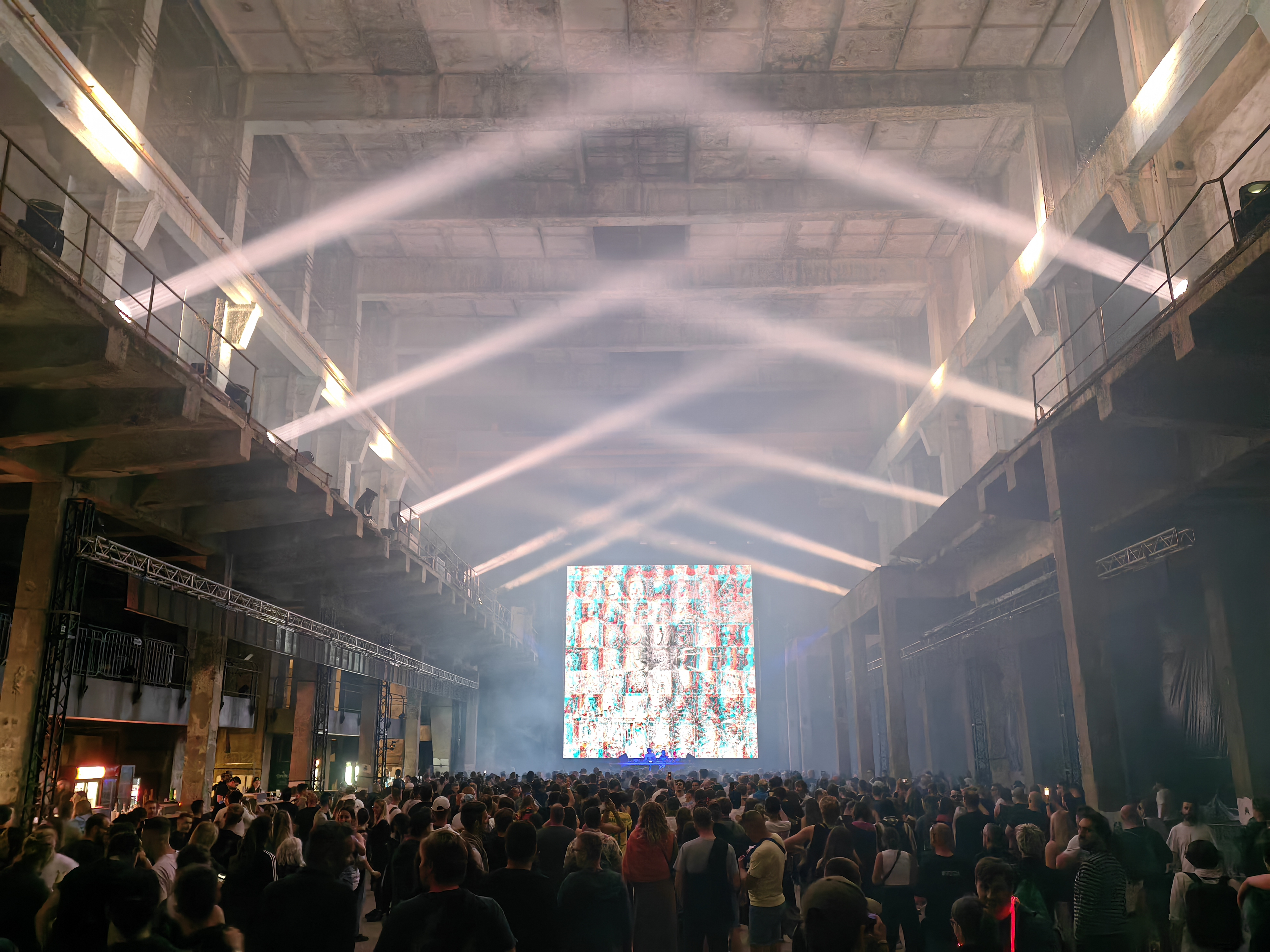
Turbinacsarnok
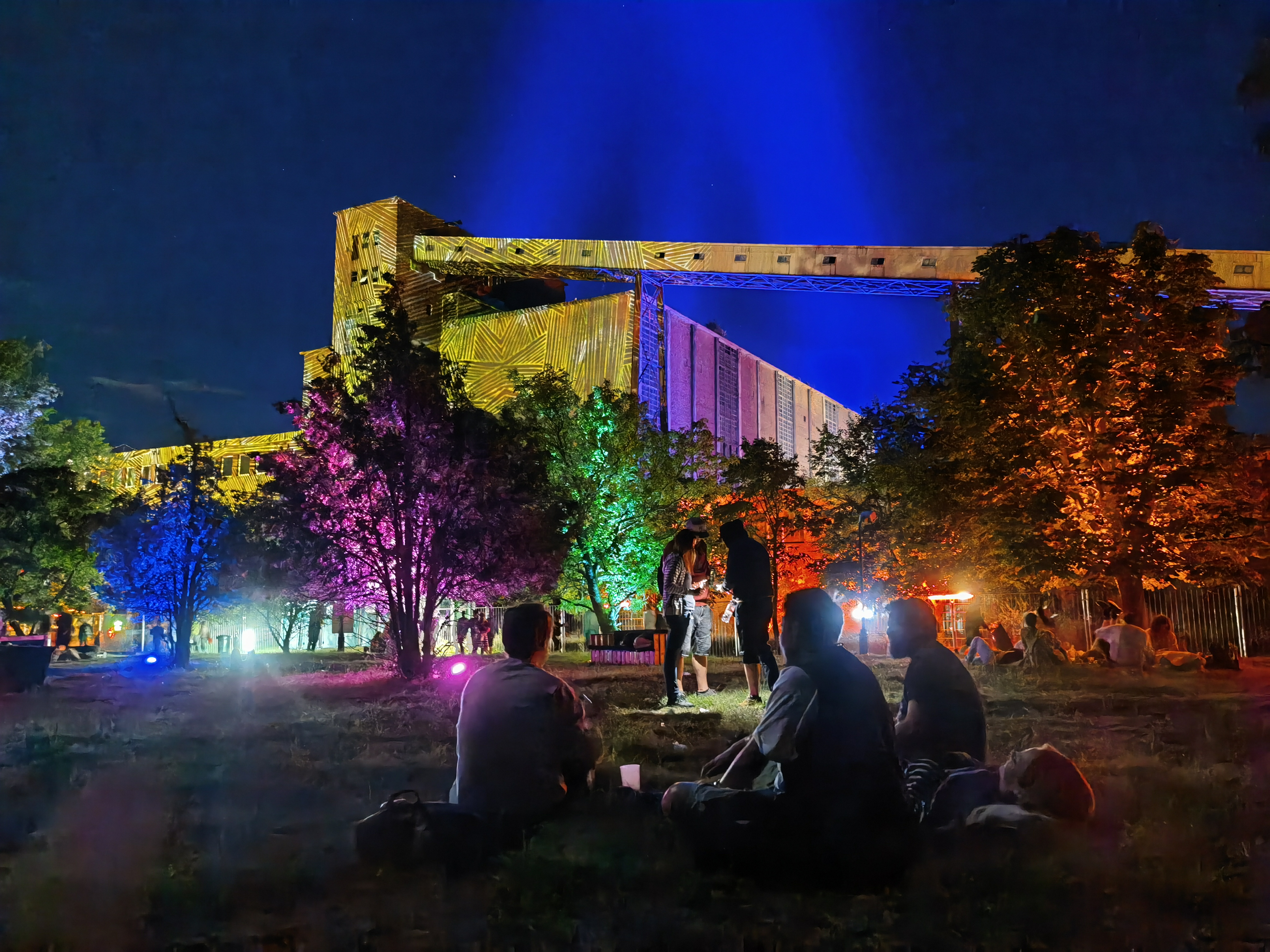
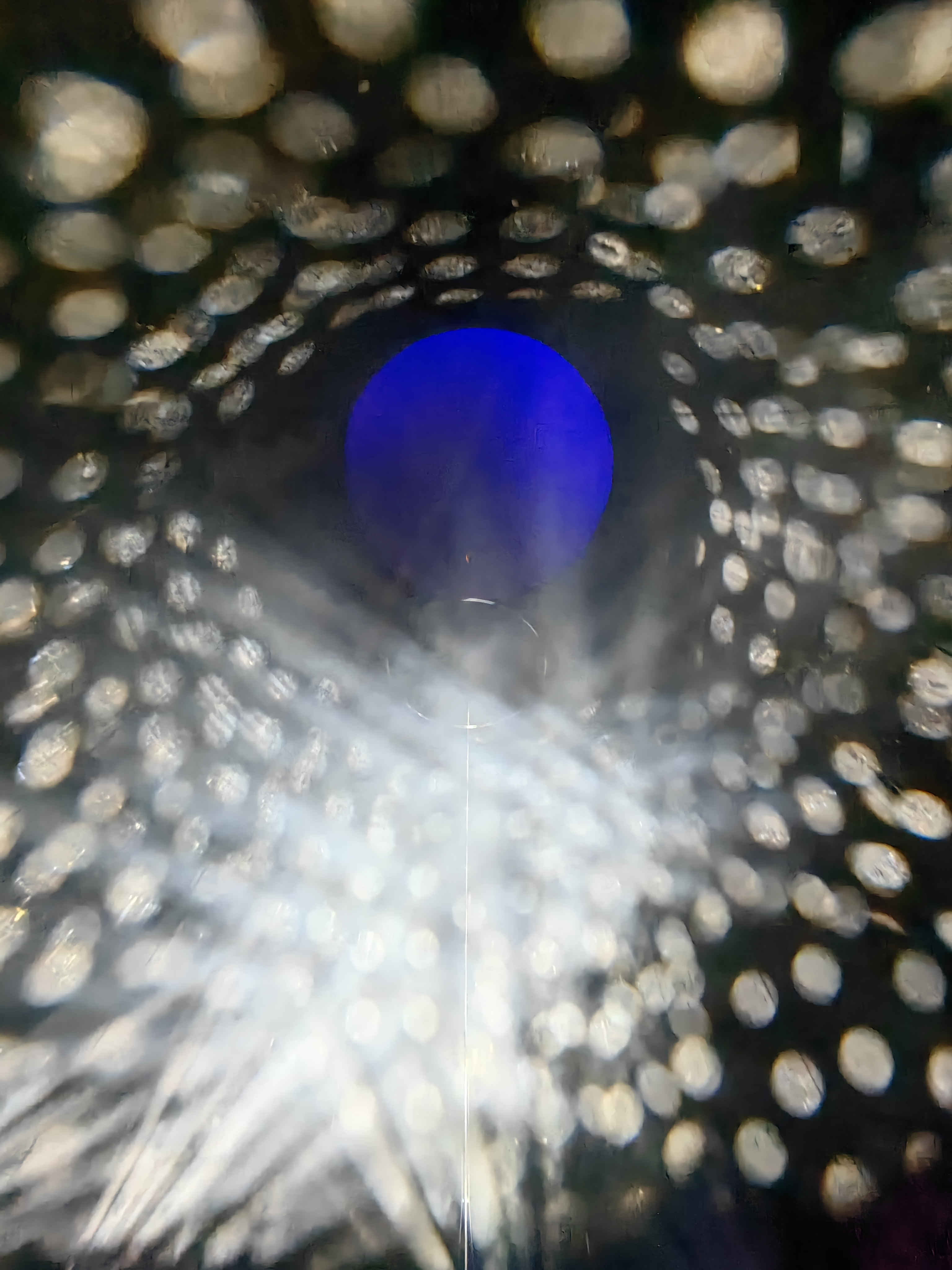
Hűtőtorony, fényjáték
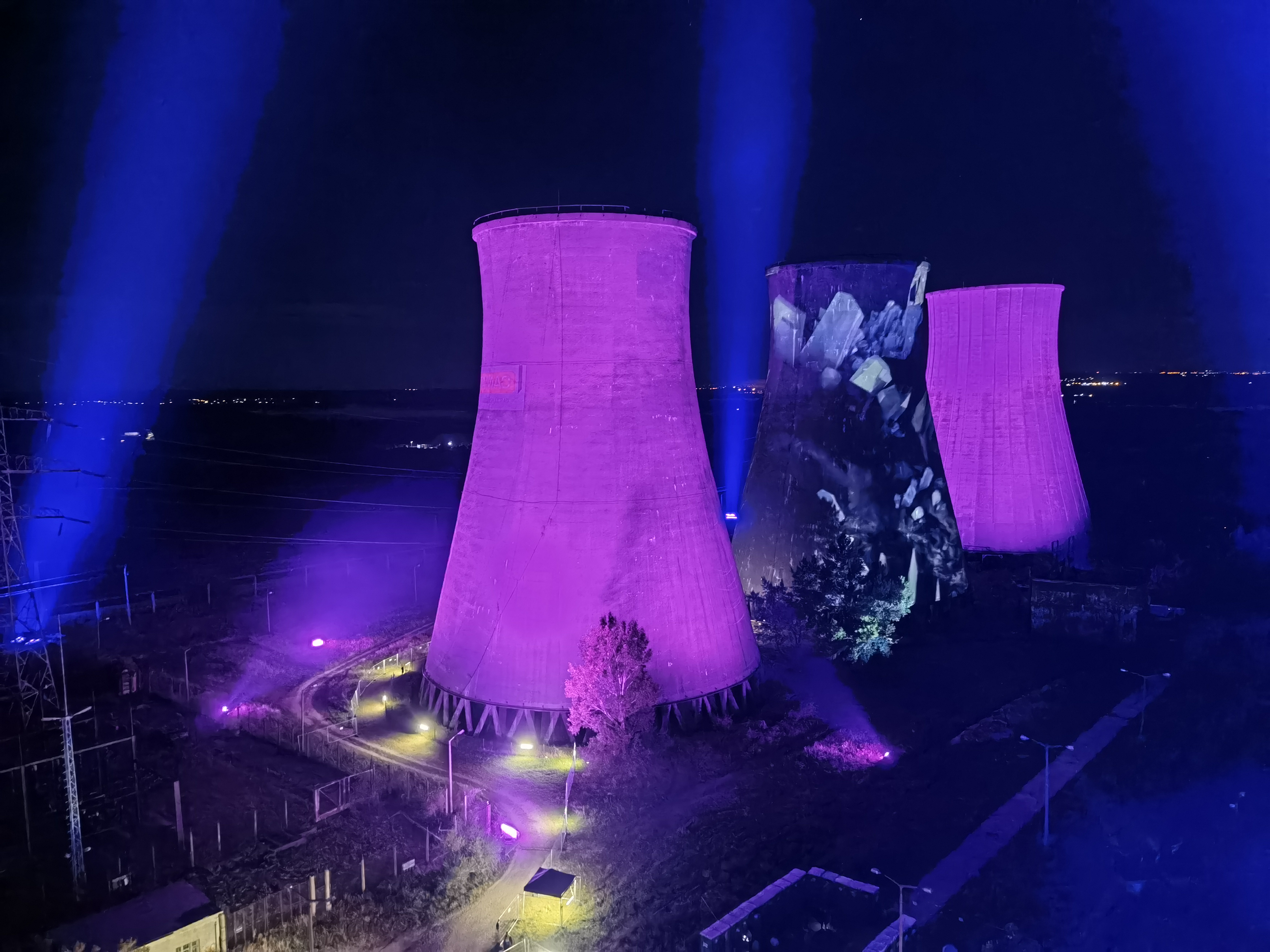
Hűtőtornyok